# Michał Krawczyk (polityk)
Michał Mateusz Krawczyk (ur. 21 marca 1978 w Lublinie) – polski polityk, samorządowiec i menedżer, poseł na Sejm Rzeczypospolitej Polskiej IX i X kadencji.

## Życiorys
Absolwent I Liceum Ogólnokształcącego im. Stanisława Staszica w Lublinie. Ukończył studia z zarządzania na Wydziale Ekonomicznym Uniwersytetu Marii Curie-Skłodowskiej, kształcił się podyplomowo w zakresie marketingu politycznego i medialnego w Wyższej Szkole Zarządzania i Prawa w Warszawie. Pracował w banku i firmie konsultingowej, prowadził też działalność gospodarczą. Od 2005 do 2006 kierował biurem poselskim Janusza Palikota. W latach 2007–2010 był zastępcą dyrektora kancelarii prezydenta Lublina odpowiedzialnym za marketing.
W latach 90. wstąpił do Unii Wolności. Później zaangażował się w działalność polityczną w strukturach Platformy Obywatelskiej, znalazł się w jej władzach w Lublinie oraz powiecie i województwie lubelskim. W 2010, 2014 i 2018 wybierano go do rady miejskiej Lublina. Objął w niej funkcję przewodniczącego Klubu Radnych Prezydenta Krzysztofa Żuka i komisji budżetowo-ekonomicznej. W 2012 został zatrudniony w MPK Lublin, gdzie koordynował program lojalnościowy Bus Bonus. Od 2014 do 2015 pracował jako doradca wojewody Wojciecha Wilka, a od 2016 w Miejskim Ośrodku Sportu i Rekreacji w Lublinie, gdzie odpowiadał za marketing.
W wyborach parlamentarnych w 2019 z listy Koalicji Obywatelskiej uzyskał mandat posła na Sejm IX kadencji w okręgu lubelskim (zdobył 8408 głosów). W wyborach w 2023 z powodzeniem ubiegał się o poselską reelekcję, otrzymując 12 009 głosów. W 2024 z ramienia KO bez powodzenia startował w wyborach do Parlamentu Europejskiego z okręgu nr 8.

## Wyniki w wyborach ogólnopolskich
| Wybory | Komitet wyborczy                | Komitet wyborczy     | Organ            | Okręg        | Wynik        |
| ------ | ------------------------------- | -------------------- | ---------------- | ------------ | ------------ |
| 2019   |                                 | Koalicja Obywatelska | Sejm IX kadencji | nr 6         | 8408 (1,49%) |
| 2023   | Sejm X kadencji                 | Koalicja Obywatelska | 12 009 (1,85%)   | nr 6         |              |
| 2024   | Parlament Europejski X kadencji | Koalicja Obywatelska | nr 8             | 8510 (1,37%) |              |

## Życie prywatne
Jest żonaty, ma córkę i syna.